# Les Leston
Alfred Lazarus Fingleston (ismertebb nevén: Les Leston; 1920. december 16. – 2012. május 13.) brit autóversenyző.

## Pályafutása
1952-ben győzött a luxemburgi nagydíjon.
1954-ben megnyerte a hazája Formula–3-as bajnokságát.
1956 és 1957 között a Formula–1-es világbajnokság három versenyén vett részt. Két alkalommal tudta magát kvalifikálni a futamra de egyszer sem ért célba.
Négyszer állt rajthoz a Le Mans-i 24 órás viadalon. Az 1961-es futamon a holland, Rob Slotemaker váltótársaként a tizenegyedik helyen zárt.

## Eredményei

### Teljes Formula–1-es eredménylistája
(Táblázat értelmezése)

(Félkövér: pole-pozícióból indult; dőlt: leggyorsabb kört futott) 

| Év   | Csapat                   | Modell           | Motor             | 1   | 2      | 3   | 4   | 5      | 6   | 7   | 8      | Helyezés | Pont |
| ---- | ------------------------ | ---------------- | ----------------- | --- | ------ | --- | --- | ------ | --- | --- | ------ | -------- | ---- |
| 1956 | Connaught Engineering    | Connaught Type B | Alta Straight-4   | ARG | MON    | 500 | BEL | FRA    | GBR | GER | ITA Ki | -        | 0    |
| 1957 | Cooper Car Company       | Cooper T43       | Climax Straight-4 | ARG | MON Nk | 500 | FRA |        |     |     |        | -        | 0    |
| 1957 | Owen Racing Organisation | BRM P25          | BRM Straight-4    |     |        |     |     | GBR Ki | GER | PES | ITA    | -        | 0    |

### Le Mans-i 24 órás autóverseny
| Év   | Csapat           | Autó                  | Csapattárs      | Helyezés        |
| ---- | ---------------- | --------------------- | --------------- | --------------- |
| 1955 | Lance Macklin    | Austin-Healey 100S    | Lance Macklin   | Kiesett         |
| 1957 | David Brown      | Aston Martin DBR1/300 | Roy Salvadori   | Kiesett         |
| 1960 | Standard Triumph | Triumph TR4S          | Mike Rothschild | Nem értékelhető |
| 1961 | Standard Triumph | Triumph TR4S          | Rob Slotemaker  | 11.             |